# Acebedo (Álava)
Acebedo es un concejo del municipio de Valdegovía, en la provincia de Álava, País Vasco (España).

## Localización
El concejo se encuentra en el confín occidental de la provincia de Álava, limitando con la Provincia de Burgos. Se halla en recóndito lugar, en el epílogo de uno de los numerosos ramales que surgen de la carretera local (L-622) Vitoria-Bóveda a mano derecha, una vez atravesado el enclave burgalés de San Millán de San Zadornil, tras dejar los pueblos de Pinedo y Basabe que, igualmente, se alinean en dicho ramal. La cabecera municipal, Villanueva de Valdegovía, se encuentra a 11 km de distancia por la L-622.

## Geografía
Acebedo limita al norte con los pueblos de Mambliga, Hozalla y Fresno de Losa, pertenecientes todos ellos al burgalés Valle de Losa. En sus otras direcciones cardinales limita con otros pueblos alaveses pertenecientes a Valdegovía; Valluerca al oeste, Basabe al este y Pinedo y Corro al Sur.
El concejo se ubica en una irregular hondonada, rodeada en sus tres cuartas partes por alturas que superan los 800 metros. Estas cumbres están cubiertas de una exuberante vegetación arbórea, con las tierras de labor mediando entre ambas y alcanzando una altitud media sobre el nivel del mar de 740 metros. Su terreno es quebrado e irregular alcanzando su mayor altitud en la Peña Lisa con 952 m.

## Historia
El topónimo Acebedo es un topónimo de raíz castellana y cuya etimología proviene del arbusto del acebo. Su significado etimológico hace referencia a la abundancia de este arbusto en el lugar. Se cree que este pueblo es una fundación altomedieval. Aparece registrado por primera vez en un documento del año 822, bajo la forma Azebeta. El nombre iría evolucionando; en 1065 figura como Acebeto; 1156 como Azevedo,  1175 como Acevedo, Alcevedo y bajo su actual nombre; 1200 como Azebedo y 1351, Açevedo.

## Demografía
Desde que existen censos de población regulares, a mediados del siglo XIX, el concejo mantuvo una población más o menos constante entre los 40 y 50 habitantes. Debida a su escasa población carecía de escuela propia, teniendo que acudir los niños al vecino pueblo de Basabe.  Sí que poseía parroquia propia, pero era también dependiente de la de la vecina Basabe.  Entre las décadas de 1950 y 1970 se produjo un éxodo rural que acabó prácticamente despoblando el pueblo, hasta llegar a tener solo 3 habitantes censados en 1988. 
| Gráfica de evolución demográfica de Acebedo entre 2000 y 2017 |
|                                                               |
| Población de derecho según los censos de población del INE.   |